# Spilosoma
Spilosoma is een geslacht van vlinders uit de familie van de spinneruilen (Erebidae) en de onderfamilie van de beervlinders (Arctiinae).

## Soorten
- S. adelphus Rothschild, 1920
- S. affinis Bartel, 1903
- S. afghanistanensis Daniel, 1966
- S. alba Brem. & Geyer, 1853
- S. albens Rothschild, 1910
- S. alberti Rothschild, 1914
- S. albicornis Hampson, 1900
- S. albiventre Kiriakoff, 1963
- S. alikangensis Strand, 1915
- S. alticola Rogenhofer, 1891
- S. amilada Swinhoe, 1907
- S. amurensis Brem., 1861
- S. ananda Roepke, 1938
- S. angiani (Joicey & Talbot, 1916)
- S. angolensis Bartel, 1903
- S. anopunctata Oberthür, 1911
- S. arctichroa Druce, 1909
- S. aspersa Mabille, 1878
- S. assamensis Rothschild, 1910
- S. atridorsia Hampson, 1920
- S. atrivenata Rothschild, 1933
- S. aurantiaca (Holland, 1893)
- S. aurapsa Swinhoe, 1905
- S. auricostata Oberthür, 1911
- S. baibarana Matsumura, 1927
- S. batesi (Rothschild, 1910)
- S. baxteri (Rothschild, 1910)
- S. biagi Bethune-Baker, 1908
- S. bifasciata Butler, 1881
- S. bifurca Walker, 1855
- S. bimaculata Moore, 1879
- S. bipartita Rothschild, 1933
- S. biseriata Moore, 1877
- S. breteaudeani Oberthür, 1896
- S. brunnea Heylaerts, 1890
- S. brunneomixta de Toulgoët, 1971
- S. burmanica Rothschild, 1910
- S. buryi (Rothschild, 1910)
- S. butti (Rothschild, 1910)
- S. caeria Püngeler, 1906
- S. caesarea Goeze, 1781
- S. cajetani Rothschild, 1910
- S. canescens Butler, 1875
- S. casigneta Koll., 1884
- S. castanea Hampson, 1893
- S. castelli Rothschild, 1933
- S. cellularis de Toulgoët, 1954
- S. clasnaumanni Kühne, 2005
- S. clava Wileman, 1910
- S. coccinea Hampson, 1907
- S. comma Walker, 1856
- S. comorensis Rothschild, 1933
- S. congrua Walker, 1855
- S. contaminata Wileman, 1910
- S. costata Boisduval, 1832
- S. costimacula Leech, 1899
- S. crossi (Rothschild, 1910)
- S. curvilinea Walker, 1855
- S. cymbalophoroides Rothschild, 1910
- S. chekiangi Daniel, 1943
- S. chionea (Hampson, 1900)
- S. daitoensis Matsumura, 1930
- S. danbyi (Neumögen & Dyar, 1893)
- S. dentilinea Moore, 1872
- S. dinawa Bethune-Baker, 1904
- S. discalis Moore, 1897
- S. dissimilis Distant, 1897
- S. dohertyi Rothschild, 1910
- S. dorsalis Moore, 1888
- S. dubia Walker, 1855
- S. dufranei Kiriakoff, 1965
- S. echo Rothschild, 1910
- S. eichhorni Rothschild, 1917
- S. elbursi Daniel, 1937
- S. eldorado Rothschild, 1910
- S. ericsoni Semper, 1899
- S. erythrastis Meyrick, 1886
- S. erythrophleps Hampson, 1894
- S. erythrozonata Kollar, 1844
- S. euryphlebia (Hampson, 1903)
- S. everetti Rothschild, 1910
- S. eximia Swinhoe, 1891
- S. extrema Daniel, 1943
- S. fallaciosa Matsumura, 1927
- S. feifensis Wiltshire, 1986
- S. felderi Rothschild, 1910
- S. feminina Rothschild, 1933
- S. flammeola Moore, 1877
- S. flavalis Moore, 1865
- S. flavens Moore, 1879
- S. flaveola Leech, 1899
- S. flavidior Gaede, 1923
- S. flavifrons Rothschild, 1910
- S. fraterna Rothschild, 1910
- S. fujianensis Fang, 1981
- S. fujinensis Fang, 1981
- S. fulvohirta Walker, 1855
- S. fumida Wileman, 1910
- S. fuscifrons Walker, 1864
- S. fuscipennis Hampson, 1894
- S. fuscitincta Hampson, 1901
- S. fuscobasalis Matsumura, 1930
- S. fuscovenata Bartel, 1903
- S. fusifrons Walker, [1865]
- S. garida Swinhoe, 1892
- S. gianellii Oberthür, 1911
- S. gopara Moore, 1859
- S. gracilis Staudinger
- S. graminivora Inoue, 1988
- S. griveaudi (de Toulgoët, 1956)
- S. groganae Holloway, 1976
- S. guttata Ersch., 1874
- S. gynephaea (Hampson, 1901)
- S. hampsoni Rothschild, 1914
- S. hanoica Daniel, 1953
- S. hercules (de Toulgoët, 1956)
- S. heringi Daniel, 1943
- S. heterogenea Bartel, 1903
- S. hirayamae Matsumura, 1927
- S. holobrunnea (Joicey & Talbot, 1916)
- S. holophaeum Roepke, 1954
- S. holoxantha (Hampson, 1907)
- S. hosei Rothschild, 1910
- S. hypogopa Hampson, 1907
- S. hypsoides Rothschild, 1914
- S. ignivagans Rothschild, 1919
- S. immaculata Bartel, 1903
- S. imparilis Butler, 1877
- S. impleta Walker, 1864
- S. inaequalis Butler, 1879
- S. incurvata Ebert, 1973
- S. indica Guérin-Meneville, 1843
- S. inexpectata Rothschild, 1933
- S. infernalis Butler, 1877
- S. irregularis Rothschild, 1910
- S. jacksoni Rothschild, 1910
- S. jankowskii Oberthür, 1881
- S. javana Rothschild, 1910
- S. jezoensis Matsumura, 1927
- S. jordani Debauche, 1938
- S. jordansi Daniel, 1943
- S. jussiaeae Poey, 1832
- S. kannegieteri Rothschild, 1910
- S. karakorumica Daniel, 1961
- S. karschi Bartel, 1903
- S. kebea Bethune-Baker, 1904
- S. kendevani Schwingenschuss, 1937
- S. khasiana Rothschild, 1910
- S. kikuchii Matsumura, 1927
- S. kuangtungensis Daniel, 1955
- S. landaca Moore, 1859
- S. lateritica Holloway, 1979
- S. latipennis Stretch, 1872
- S. latiradiata (Hampson, 1901)
- S. leighi (Rothschild, 1910)
- S. lentifasciata Hampson, 1916
- S. leopardina Kollar, 1844
- S. leopardinula Strand, 1919
- S. leopoldi Tams, 1935
- S. lewisi Butler, 1885
- S. lifuensis Rothschild, 1910
- S. likiangensis Daniel, 1943
- S. lineata Walker, 1855
- S. longiramia Hampson, 1901
- S. lubricipeda (Linnaeus, 1758) - witte tijger
- S. lucida Druce, 1898
- S. luctuosa Geyer, 1827
- S. lungtani Daniel, 1943
- S. lutea (Hufnagel, 1766) - gele tijger
- S. luteoradians (de Toulgoët, 1954)
- S. lutescens Walker, 1855
- S. madagascariensis Butler, 1882
- S. malagasicum Watson & Goodger, 1995
- S. maniemae Kiriakoff, 1965
- S. mashuensis Matsumura, 1930
- S. mastrigti R. de Vos & Suhartawan, 2011
- S. mediocinerea (de Toulgoët, 1956)
- S. mediopunctata (Pagenstecher, 1903)
- S. melanimon (Mabille, 1880)
- S. melanochorium Hering, 1932
- S. melanodisca Hampson, 1907
- S. melanopsis (Walker, [1865] 1864)
- S. melanosoma Hampson, 1894
- S. melanostigma Erschoff, 1872
- S. melli Daniel, 1943
- S. mendica Clerck, 1759
- S. metaleuca (Hampson, 1905)
- S. metarhoda Walker, 1856
- S. metaxantha Hampson, 1901
- S. metelkana Lederer, 1861
- S. mienshanica Daniel, 1943
- S. milloti (de Toulgoët, 1954)
- S. minschani Bang-Haas, 1938
- S. moltrechti Miyake
- S. mona Swinhoe, 1885
- S. montana Guérin-Meneville, 1843
- S. moorei Snellen, 1879
- S. multiguttata Walker, 1855
- S. multivittata Moore, 1865
- S. nebulosa Butler, 1877
- S. neglecta Rothschild, 1910
- S. nehallenia Oberthür, 1911
- S. neurica Hampson, 1911
- S. neurographa Hampson, 1909
- S. niceta Stoll, 1782
- S. nigricorna (Joicey & Talbot, 1916)
- S. nigricornis Joicey
- S. nigrifrons Walker, 1865
- S. nigrocastanea (Rothschild, 1917)
- S. nigrocincta (Kenrick, 1914)
- S. nigrodorsata Reich, 1932
- S. ningyuenfui Daniel, 1943
- S. ninyas Wagner, 1937
- S. nipponensis Kishida & Inomata, 1981
- S. nivea Bethune-Baker.
- S. nobilis Turner, 1940
- S. nyasana Rothschild, 1933
- S. nyasica (Hampson, 1911)
- S. oberthuri Semper, 1899
- S. obliqua Walker, 1855
- S. obliquivitta Moore, 1879
- S. obliquizonata Miyake, 1910
- S. obliterata Kardakoff, 1928
- S. occidens (Rothschild, 1910)
- S. okinawana Matsumura, 1927
- S. owgarra Bethune-Baker, 1908
- S. pales (Druce, 1910)
- S. pauliani (de Toulgoët, 1956)
- S. pelopea Druce, 1897
- S. pellucida (Rothschild, 1910)
- S. penultimum Kiriakoff, 1965
- S. perornata Moore, 1879
- S. persimalis Rothschild, 1914
- S. phaea Hampson, 1901
- S. phasma Leech, 1899
- S. pilosa Rothschild, 1910
- S. pilosoides Daniel, 1943
- S. platycroca Turner, 1940
- S. porthesioides Rothschild, 1910
- S. postrubida Wileman, 1910
- S. pratti Bethune-Baker, 1904
- S. procedra Swinhoe, 1907
- S. procera Swinhoe, 1910
- S. pseudambrensis (de Toulgoët, 1961)
- S. pseudosparsata Rothschild, 1933
- S. pteridis Edwards, 1874
- S. puella Staudinger, 1887
- S. punctaria Stoll, 1782
- S. punctata Moore, 1859
- S. punctilinea Wileman, 1910
- S. pura Leech, 1899
- S. purpurata Linnaeus, 1758
- S. pylosa Rothschild
- S. quadrilunata (Hampson, 1901)
- S. quadrimacula de Toulgoët, 1977
- S. quadrimaculata Moore, 1888
- S. quercii Oberthür, 1911
- S. rava (Druce, 1898)
- S. reticulata Rothschild, 1933
- S. rhodesiana Hampson, 1900
- S. rhodius Rothschild, 1920
- S. rhodochroa Hampson
- S. rhodophila Walker, 1864
- S. rhodophilodes Hampson, 1909
- S. rhodosoma Turati, 1907
- S. ribriventris Talbot
- S. robusta Leech, 1899
- S. roseata (Rothschild, 1910)
- S. rostagnoi Oberthür, 1911
- S. rothschildi Roepke, 1946
- S. rubidus (Leech, 1890)
- S. rubilinea Moore, 1865
- S. rubitincta Moore, 1865
- S. rubribasis (Joicey & Talbot, 1916)
- S. rubrocollaris Reich, 1937
- S. rufescens Brullé, 1836
- S. ruficosta (Joicey & Talbot, 1916)
- S. rustica Hübner, 1827
- S. sagittifera Moore, 1888
- S. sannio Linnaeus, 1758
- S. scita Walker, 1865
- S. scortillum Wallengren, 1876
- S. semialbescens Talbot, 1929
- S. semihyalina Bartel, 1903
- S. semiramis Staudinger, 1891
- S. semperi Rothschild, 1910
- S. seriatopunctata Motschulsky, 1860
- S. sericeipennis Rothschild, 1933
- S. sericipennis Rothschild
- S. shakojiana Matsumura, 1927
- S. siamensis Make
- S. sikkimensis Moore, 1879
- S. sinefascia (Hampson, 1916)
- S. solitaria Wileman, 1910
- S. sordida Hübner, 1827
- S. sordidescens Hampson, 1901
- S. sparsalis Walker, 1864
- S. sparsipuncta Hampson, 1901
- S. spectabilis Tausch, 1811
- S. spilosomata Walker, 1864
- S. steudeli Bartel, 1903
- S. stigmata Moore, 1865
- S. strigatula Walker, 1855
- S. styx Bethune-Baker, 1910
- S. subcarnea Walker, 1855
- S. subfascia Walker, 1855
- S. sublutescens Kiriakoff, 1958
- S. subtestacea Rothschild, 1910
- S. subvaria Walker, 1855
- S. sulphurea Bartel, 1903
- S. sulutescens Kiriakoff, 1958
- S. sumatrana Swinhoe, 1905
- S. taiwanensis Matsumura, 1927
- S. takamukuana Matsumura, 1927
- S. tenuivena Kiriakoff, 1965
- S. tienmushanica Daniel, 1943
- S. tigrina Moore, 1879
- S. togoensis Bartel, 1903
- S. toxopei Roepke, 1954
- S. turatii Oberthür, 1911
- S. turbida Butler, 1882
- S. turensis Ersch., 1874
- S. turlini de Toulgoët, 1973
- S. ukona Matsumura, 1930
- S. unifascia Walker, 1855
- S. unilinea Rothschild, 1910
- S. unipuncta (Hampson, 1905)
- S. urticae (Esper, 1789) - sneeuwbeer
- S. usuguronis Matsumura, 1930
- S. vagans Boisduval, 1852
- S. vandepolli Rothschild, 1910
- S. venata Wileman
- S. venosa Moore, 1879
- S. vestalis Packard, 1864
- S. viettei (de Toulgoët, 1954)
- S. vieui (de Toulgoët, 1956)
- S. virginica Fabricius, 1798
- S. virgulae Cerny, 2011
- S. vulgaris R. de Vos & Suhartawan, 2011
- S. wahri Rothschild, 1933
- S. whiteheadi Rothschild, 1910
- S. wildi de Vos, 2013
- S. wilemani Rothschild, 1914
- S. wiltshirei de Toulgoët, 1962
- S. withaari de Vos, 2013
- S. xanthosoma Roepke, 1954
- S. yemenensis (Hampson, 1916)
- S. yuennanica Daniel, 1943